# Balssiathelphusa cursor
Balssiathelphusa cursor е вид ракообразно от семейство Gecarcinucidae. Видът не е застрашен от изчезване.

## Разпространение
Разпространен е в Индонезия (Калимантан).

## Описание
Популацията на вида е стабилна.